# 上杉憲章

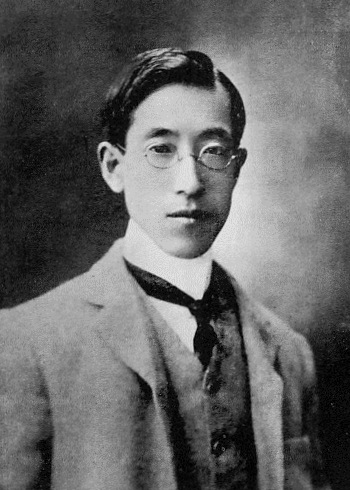
上杉憲章

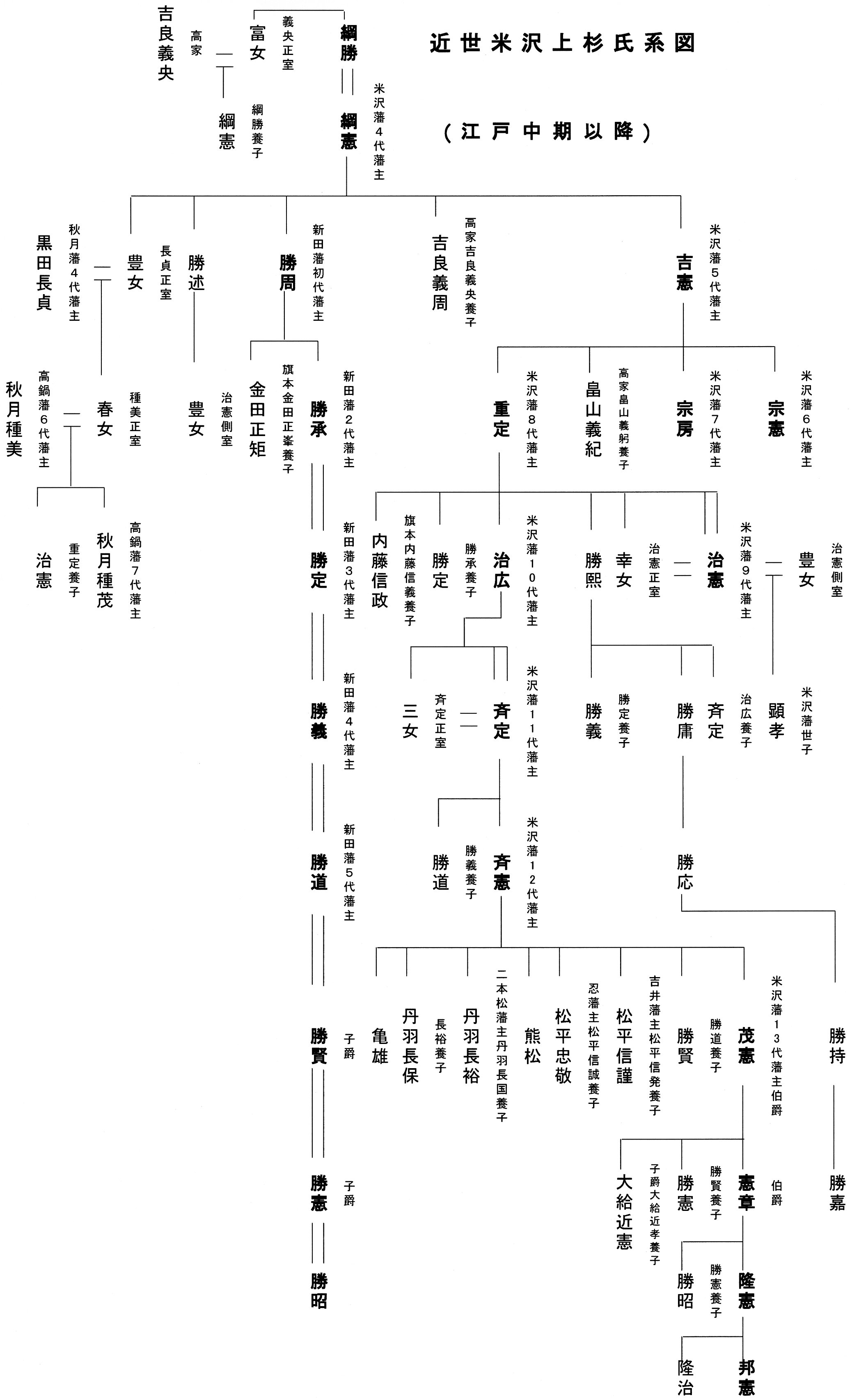
上杉家系図

上杉 憲章（うえすぎ のりあき、明治9年（1876年）11月26日 - 昭和28年（1953年）1月2日は、日本の華族、伯爵。米沢上杉家14代当主。

## 来歴・人物
最後の米沢藩主・上杉茂憲の長男として生まれた。明治15年（1882年）7月、沖縄県令であった父茂憲に従い、沖縄県に転居する。明治16年（1883年）5月、父茂憲とともに東京に戻る。同年、学習院初等学科に入学する。明治27年、学習院中等学科に入学する。早稲田大学に入学し、東京外国語学校に転学する。明治37年（1894年）から明治40年（1897年）までイギリス・ケンブリッジ大学に留学した。帰国後、宮内省御用掛となる。鷹司熙通の長女・房子と結婚したが、大正7年（1918年）12月17日に早世したため、近藤廉平の三女・貴子と再婚した。大正8年（1919年）、家督を相続した。
長男の定憲は大正8年（1919年）11月6日に8歳で、次男の資憲は大正4年（1915年）6月27日に生後9か月で早世したため、三男の隆憲が跡を継ぎ、米沢上杉家の当主となった。五男の昭雄は、憲章の実弟で麻布上杉家（旧米沢新田藩家）当主・上杉勝憲の養嗣子となり勝昭と改名した。
宇宙工学者の上杉邦憲は憲章の嫡孫にあたる（邦憲は隆憲の長男）。

## 栄典
位階
- 1896年（明治29年）11月20日 - 従五位[1]
- 1903年（明治36年）12月11日 - 正五位[2]
- 1922年（大正11年）9月11日 - 正四位[3]

勲章等
- 1945年（昭和20年）1月15日 - 御紋付木杯[4]